# Sutonocrea sordidior
Sutonocrea sordidior là một loài bướm đêm thuộc phân họ Arctiinae, họ Erebidae.